# Anthony Kenny
Anthony John Patrick Kenny (né le 16 mars 1931  à Liverpool) est un philosophe britannique dont les intérêts résident dans la philosophie de l'esprit, la philosophie ancienne et scolastique, la philosophie de la religion et la philosophie de Wittgenstein dont il est l'exécuteur testamentaire. Avec Peter Geach, il apporte une contribution significative au thomisme analytique, un mouvement dont le but est de présenter la pensée de Thomas d'Aquin dans le style de la philosophie analytique. Il est un ancien président de la British Academy et du Royal Institute of Philosophy.

## Biographie

### Formation et début de carrière
Kenny suit d'abord une formation de prêtre catholique romain au Collège anglais de Rome, où il obtient un diplôme de Licence canonique en théologie. Il est ordonné en 1955 et est vicaire à Liverpool (1959-1963). Après avoir obtenu son doctorat en philosophie à l'Université d'Oxford (St Benet's Hall) en 1961, il travaille également comme maître de conférences adjoint à l'Université de Liverpool (1961-1963). Cependant, il remet en question la validité de la doctrine catholique romaine et est agnostique depuis la fin des années 1960,. Il est rendu à l'état laïc en 1963, mais selon le droit canonique, son ordination sacerdotale reste valable. Il n'a jamais été libéré de son obligation de célibat clérical et est donc excommunié lors de son mariage avec Nancy Gayley en 1965.

### Carrière académique
De 1963 à 1964, Kenny est chargé de cours en philosophie aux collèges d'Exeter et de Trinity à Oxford, et il est chargé de cours à l'université de 1965 à 1978. De 1964 à 1978, il est membre du Balliol College d'Oxford et tuteur principal pendant les périodes 1971–72 et 1976–78. Il est maître de Balliol de 1978 à 1989, puis membre honoraire. Au cours de la période 1989-1999, il est à la fois directeur de Rhodes House (gestionnaire du programme de bourses d'études Rhodes) et professeur titulaire du St John's College, puis membre émérite. Il est pro-vice-chancelier de l'Université d'Oxford de 1984 à 2001 (pro-vice-chancelier pour le développement, 1999-2001). Il prend sa retraite en 2001.
Au sein de l'université, Kenny est maître de conférences Wilde en religion naturelle et comparée (1969-1972), maître de conférences en études bibliques (1980-1983), membre du Conseil Hebdomadal (1981-1993), vice-président du conseil des bibliothèques (1985–88), conservateur de la Bibliothèque Bodléienne (1985–88) et délégué et membre du comité des finances d'Oxford University Press (1986–93). De 1972 à 1973, il est rédacteur en chef de The Oxford Magazine. Il reçoit le diplôme de DLitt en 1980 et le diplôme honorifique de DCL en 1987.
Il est membre du conseil d'administration de la British Library de 1991 à 1996 et président de 1993 à 1996, et est président de la Society for Protection of Science and Learning (1989 à 1993), du British National Corpus Advisory Board (1990 à 95), de la British Irish Association (1990-1994) et du Conseil de l'Institut Warburg (1996-2000). Il est élu membre de la British Academy en 1974 et est membre du Conseil de l'Académie de 1985 à 1988, vice-président de 1986 à 1988 et président de 1989 à 1993.
Kenny est Gifford Lecturer à l'Université d'Édimbourg de 1972 à 1973 et à l'Université de Glasgow en 1988, Stanton Lecturer à l'Université de Cambridge de 1980 à 1983 et Bampton Lecturer à l'Université Columbia en 1983. Il est professeur invité aux universités de Chicago, Washington, Michigan, Minnesota, Cornell, Stanford et Rockefeller.
Il est membre de l'American Philosophical Society depuis 1993 et de l'Académie norvégienne des sciences et des lettres depuis 1993, et membre honoraire du Harris Manchester College d'Oxford depuis 1996 et de la School of Advanced Study de l'Université de Londres depuis 2002 (membre émérite 2002-3). Il reçoit les diplômes honorifiques de D.Litt. de Bristol (1982), Liverpool (1988), Glasgow (1990), Trinity College, Dublin (1992), Hull (1993), Sheffield (1995) et Warwick (1995), de D.Hum. Litt. de l'Université Denison, Ohio (1986) et du Lafayette College, Pennsylvanie (1990) et du DCL de l'Université Queen's de Belfast (1994).

### Travail philosophique
Bien que profondément intéressé par l'enseignement catholique traditionnel et continuant à assister à la messe catholique, Kenny se définit maintenant explicitement comme un agnostique, expliquant dans son Ce que je crois à la fois pourquoi il n'est pas théiste et pourquoi il n'est pas athée. Son livre de 2006 What I Believe (comme Ch 3) "Pourquoi je ne suis pas un athée", commence par: "De nombreuses définitions différentes peuvent être proposées du mot" Dieu". Compte tenu de ce fait, l'athéisme fait une revendication beaucoup plus forte que le théisme. L'athée dit que peu importe la définition que vous choisissez, « Dieu existe » est toujours faux. Le théiste prétend seulement qu'il existe une définition qui rendra vrai « Dieu existe ». À mon avis, ni la revendication la plus forte ni la plus faible n'a été établie de manière convaincante". Il poursuit: "la véritable position par défaut n'est ni le théisme ni l'athéisme, mais l'agnosticisme ... une prétention à la connaissance doit être étayée; l'ignorance n'a qu'à être confessée.". Il défend la rationalité d'un agnostique priant un Dieu dont il doute de l'existence, déclarant "Ce n'est certainement pas plus déraisonnable que l'acte d'un homme à la dérive dans l'océan, piégé dans une grotte ou échoué à flanc de montagne, qui appelle à l'aide bien qu'il puisse ne jamais être entendu ou qu'il tire un signal qui peut ne jamais être vu.".
Kenny écrit beaucoup sur Thomas d'Aquin et le thomisme moderne. Dans Les cinq voies, il traite des cinq preuves de Dieu de saint Thomas. Dans ce document, il soutient qu'aucune des preuves présentées par Thomas n'est entièrement valable et se propose plutôt de montrer les défauts des cinq manières. Ses arguments vont du problème du mouvement aristotélicien dans un contexte scientifique moderne à la capacité des êtres contingents à provoquer l'éternité chez d'autres êtres contingents. Ses objections se concentrent toutes sur une interprétation moderne de Thomas d'Aquin.
Kenny décrit franchement la situation difficile du début de l'univers, à laquelle les athées et les agnostiques sont confrontés, en écrivant : « Selon la théorie du Big Bang, toute la question de l'univers a commencé à un moment particulier dans un passé lointain. Un partisan d'une telle théorie, du moins s'il est athée, doit croire que la matière de l'univers est venue de rien et par rien.".
Dans Qu'est-ce que la foi ?, Kenny aborde "la question de savoir si la croyance en Dieu et la foi en un monde divin sont un état d'esprit raisonnable ou rationnel". Il critique l'idée, « commune aux théistes comme Thomas d'Aquin et Descartes et à un athée comme Russell », que « la croyance rationnelle [est] soit évidente soit fondée directement ou indirectement sur ce qui est évident », qu'il appelle « Fondationnalisme » à la suite de Plantinga, soutenant que le fondationnalisme est une idée auto-réfutante.
Au cours des années 2000, Kenny écrit une histoire de la Philosophie occidentale, publiée en quatre parties de 2004 à 2007; les quatre livres sont publiés ensemble sous le nom de A New History of Western Philosophy en 2010.
Dans Brief Encounters, Kenny dit que Derrida a été "corrompue par sa célébrité". Il a abandonné la philosophie pour la rhétorique, et la rhétorique d'un genre particulièrement enfantin". Écrivant de Richard Dawkins, il suggère que "passer de The Extended Phenotype à The God Delusion, c'est comme passer du Financial Times à The Sun ". Il fait l'éloge du principe de "relativité biologique" de Denis Noble qui stipule (selon Kenny) qu'"en biologie, il n'y a pas de niveau privilégié de causalité : les organismes vivants et les systèmes ouverts à plusieurs niveaux dans lesquels le comportement à n'importe quel niveau dépend de niveaux supérieurs et inférieurs".

## Publications
- Kenny, A. (1963) Action, Emotion and Will. London: Routledge.  (ISBN 0-415-30374-5)
- Kenny, A. (1963) Responsa Alumnorum of English College, Rome, 2 vols, Catholic Record Society: Records series, vols. 54–55.
- Kenny, A. (1968) Descartes
- Kenny, A. (1969) The Five Ways: St. Thomas Aquinas' Proofs of God’s Existence. London: Routledge.  (ISBN 0-415-31845-9)
- Kenny, A., Longuet-Higgins, H. C., Lucas, J. R., Waddington, C. H. (1972), The Nature of Mind, Edinburgh University Press (Gifford Lectures, online)  (ISBN 0-85224-235-2)
- Kenny, A., Longuet-Higgins, H. C., Lucas, J. R., Waddington, C. H. (1973), The Development of Mind, Edinburgh University Press (Gifford Lectures, online)  (ISBN 0-85224-263-8)
- Kenny, A. (1973) Wittgenstein. Harmondsworth: The Penguin Press.  (ISBN 0-14-021581-6)
- Kenny, A. (1974) The Anatomy of the Soul
- Kenny, A. (1975) Will, Freedom and Power
- Kenny, A. (1978) The Aristotelian Ethics: A Study of the Relationship between the Eudemian and Nicomachean Ethics of Aristotle. Oxford: Clarendon Press.  (ISBN 0-19-824554-8)
- Kenny, A. (1978) Freewill and Responsibility. London: Routledge.  (ISBN 0-7100-8998-8)
- Kenny, A. (1979) The God of the Philosophers. Oxford: OUP.  (ISBN 0-19-824594-7)
- Kenny, A. (1980) Aquinas. New York: Hill and Wang.  (ISBN 0-8090-2724-0)
- Kenny, A. (1982) The Computation of Style: An Introduction to Statistics for Students of Literature and Humanities. Oxford & New York: Pergamon Press.  (ISBN 0-08-024282-0)
- Kenny, A. (1983) Thomas More Oxford: Oxford University Press.  (ISBN 0-19-287574-4)
- Kenny, A. (1986) A Path from Rome: An Autobiography. Oxford: Oxford University Press.  (ISBN 0-19-283050-3)
- Kenny, A. (1986) A Stylometric Study of the New Testament. Oxford: Oxford University Press.  (ISBN 978-0-19-826178-0)
- Kenny, A. (1988) God and Two Poets: Arthur Hugh Clough and Gerard Manley Hopkins. London: Sidgwick & Jackson.  (ISBN 0-283-99387-1)
- Kenny, A. (1989) The Metaphysics of Mind
- Kenny, A. (1990) The Oxford Diaries of Arthur Hugh Clough
- Kenny, A. (comp) (1991) Mountains: An Anthology. London: John Murray.  (ISBN 978-0-7195-4639-6)
- Kenny, A. (1992) What Is Faith? Essays in the Philosophy of Religion. Oxford: OUP.  (ISBN 0-19-283067-8)
- Kenny, A. (1993) Aristotle on the Perfect Life. Oxford: Clarendon Press.  (ISBN 0-19-824017-1)
- Kenny, A. (1993) Aquinas on Mind. New York: Routledge.  (ISBN 0-415-04415-4)
- Kenny, A. (ed) (1994) The Oxford History of Western Philosophy. Oxford: Oxford University Press.  (ISBN 0-19-824278-6)
- Kenny, A. (1995) Frege: An Introduction to the Founder of Modern Analytic Philosophy. London: Penguin Philosophy.  (ISBN 0-14-012550-7)
- Kenny, A. (1997) A Brief History of Western Philosophy. Malden, Mass.: Blackwell.  (ISBN 0-631-20132-7)
- Kenny, A. (1997) A Life in Oxford. London: John Murray.  (ISBN 0-7195-5061-0)
- Kenny, A. (2001) Essays on the Aristotelian Tradition
- Kenny, A. (2002) Aquinas on Being. Oxford: Clarendon Press.  (ISBN 0-19-823847-9)
- Kenny, A. (2004) Ancient Philosophy: A New History of Western Philosophy, vol. 1. Oxford: Clarendon Press.  (ISBN 0-19-875273-3)
- Kenny, A. (2005) Arthur Hugh Clough: a poet’s life. London & New York: Continuum.  (ISBN 0-8264-7382-2)
- Kenny, A. (2005) Medieval Philosophy: A New History of Western Philosophy, vol. 2 OUP.  (ISBN 978-0-19-875275-2)
- Kenny, A. (2005) The Unknown God: Agnostic Essays Continuum.  (ISBN 978-0-8264-7634-0)
- Kenny, A. (2006) What I Believe. London & New York: Continuum.  (ISBN 0-8264-8971-0)
- Kenny, A. (2006) The Rise of Modern Philosophy: A New History of Western Philosophy, vol. 3 OUP.  (ISBN 978-0-19-875277-6)
- Kenny, A. & Kenny C. (2006) Life, Liberty, and the Pursuit of Utility. Imprint Academic.  (ISBN 978-1-84540-052-1)
- Kenny, A. (2007) Philosophy in the Modern World: A New History of Western Philosophy, vol. 4. OUP.  (ISBN 978-0-19-875279-0)
- Kenny, A. & Kenny R. (2007) Can Oxford be Improved? Imprint Academic.  (ISBN 978-1-84540-094-1)
- Kenny, A. (2010) A New History of Western Philosophy, Oxford University Press.  (ISBN 978-0-19-958988-3)
- Kenny, A. (2017) The Enlightenment: A Very Brief History, SPCK, London  (ISBN 978-0-28-1076437-)
- Kenny, A. (2018) Brief Encounters: Notes from a Philosophers Diary, SPCK, London  (ISBN 978-0-281-07919-3)
- Kenny, A. (2019) Immanuel Kant: A Very Brief History, SPCK, London  (ISBN 978-0281076543)

## Récompenses et distinctions
Kenny est nommé Chevalier par Élisabeth II en 1992 et est conseiller honoraire de Lincoln's Inn depuis 1999.
En octobre 2006, Kenny reçoit la médaille d'Aquin de l'American Catholic Philosophical Association pour ses importantes contributions à la philosophie.
Des portraits de Kenny sont exposés à la British Academy, à Londres, ainsi qu'au Balliol College et à Rhodes House, à Oxford,,.